# 县 (尼泊尔)
尼泊尔的县（羅馬化：Jilla）是继省之后的二级行政区划。縣又下分为市镇和乡镇。尼泊尔共有7个省和77个县。
2015年行政区划改革前，尼泊尔共有75个县，改革后，其中两个县被拆分：纳瓦尔帕拉西县被划分为帕拉西县和纳瓦尔普尔县，鲁孔姆县被划分为东鲁孔姆县和西鲁孔姆县。